# Лиска (рід)

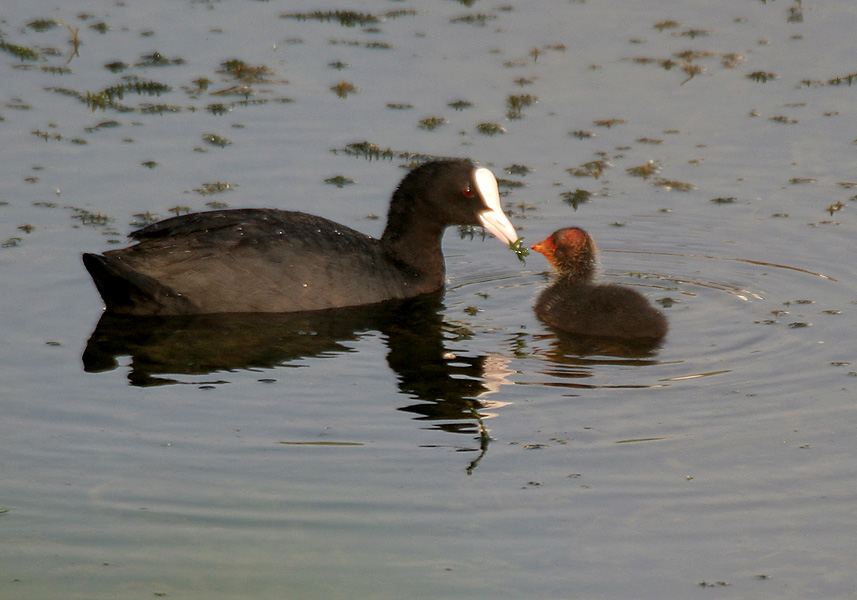

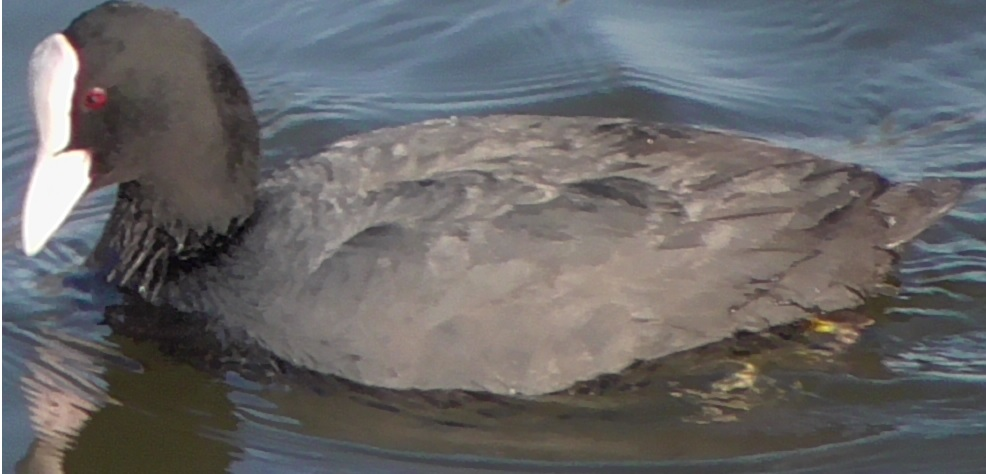
Лиска звичайна

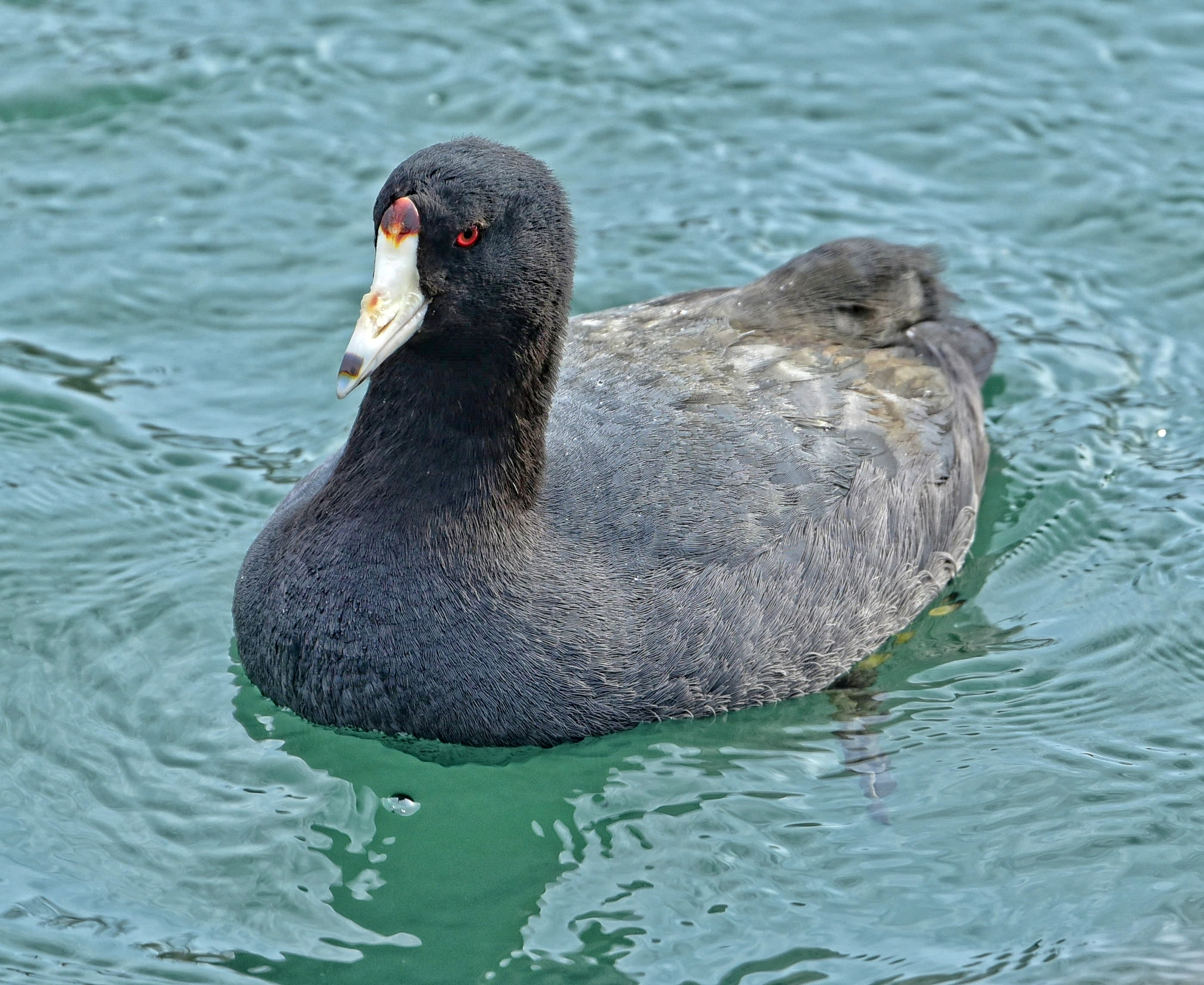
Лиска американська має червону плямку на лобі

Лиска  (Fulica) — рід водоплавних птахів середнього розміру родини пастушкових, що мешкають на річках і озерах.

## Загальна характеристика
Найбільша різноманітність цих птахів спостерігається в Південній Америці, де мешкає 8 з 11 видів лисок, і де, здається, рід отримав свій розвиток. Деякі види мешкають виключно у високогірних озерах Анд на висоті 3000-6500 м над рівнем моря. На відміну від інших пастушкових, лиски менш скритні птахи і велику частину часу проводять на відкритій воді. Остання риса також виділяє їх від споріднених їм водяних курочок. У більшості лисок чорне оперення, а на лобі є добре помітна шкіряста бляха або інша прикраса. Ноги сильні, добре пристосовані для пересування в'язким прибережним ґрунтом, і на відміну від водяних курочок, мають плавальні лопаті з боків пальців, що допомагають птахам пересуватися водою. Будова таза і ніг також дозволяє птахам добре пірнати, що виділяє серед інших птахів родини. Дзьоб яскраво забарвлений, у переважної більшості видів підхвістя білого кольору.
Крила швидше короткі; літають птахи неохоче, проте деякі види північної півкулі є перелітними і в змозі подолати значні відстані. Мігрують лиски в нічний час доби.
Основний раціон лисок складається з рослинної їжі, хоча рідше вони полюють на водних комах, ракоподібних і молюсків, а також живляться рибою і яйцями інших птахів. Агресивно охороняють свою гніздову територію, проте поза шлюбним сезоном збиваються в зграї і живляться разом на мілководді, що робить їх найбільш суспільними птахами в родині. Антогоністична поведінка багато в чому схожа на поведінку водяних курочок — під час конфлікту птахи стають у характерні загрозливі пози або навіть вступають у бійку між собою.
Гігантська лиска (разом з султанкою такахе, Porphyrio mantelli) вважається одним з найкрупніших птахів у родині — її довжина може досягати 59-63 см, а вага 2-3,2 кг. Гігантська і рогата лиски будують величезного розміру гнізда — перша влаштовує плавучі плоти з прибережного очерету, внаслідок чого готове гніздо в підставі може досягати 4 м в діаметрі і у висоту до 60 см. Рогата лиска влаштовує гніздо на купі каменів, які сама ж дзьобом перекочує до місця майбутньої споруди. При цьому загальна вага каменів може досягати до 1,5 тонн.
Самця можна відрізнити від самки тільки за характерними глухуватим криком. Самець видає коротке і беззвучне «тсск», що нагадує звук відкривання пляшки шампанського. Зате голосиста самка дає про себе знати скрипучим «к'ю»
На території України мешкає лише один вид — лиска звичайна.

## Види
Виділяють 10 сучасних видів:
- Лиска гавайська (Fulica alai)
- Лиска американська (Fulica americana)
- Лиска звичайна (Fulica atra)
- Лиска андійська (Fulica ardesiaca)
- Лиска жовтодзьоба (Fulica armillata)
- Лиска рогата (Fulica cornuta)
- Лиска африканська (Fulica cristata)
- Лиска гігантська (Fulica gigantea)
- Лиска золотолоба (Fulica leucoptera)
- Лиска червонолоба (Fulica rufifrons)

Вимерлі види
- †Fulica newtonii Milne-Edwards, 1867 – Лиска маскаренська (вимер близько 1700)
- †Fulica chathamensis Forbes, 1892 – ранній голоцен, Чатемські острови
- †Fulica montanei Alarcón-Muñoz, Labarca & Soto-Acuña, 2020 — пізній плейстоцен – ранній голоцен, Чилі[5]
- †Fulica prisca Hamilton, 1893 – ранній голоцен Нової Зеландії.
- †Fulica shufeldti – пізній плейстоцен Флориди.
- †Fulica infelix Brodkorb, 1961 – ранній пліоцен, Орегон.

## Галерея

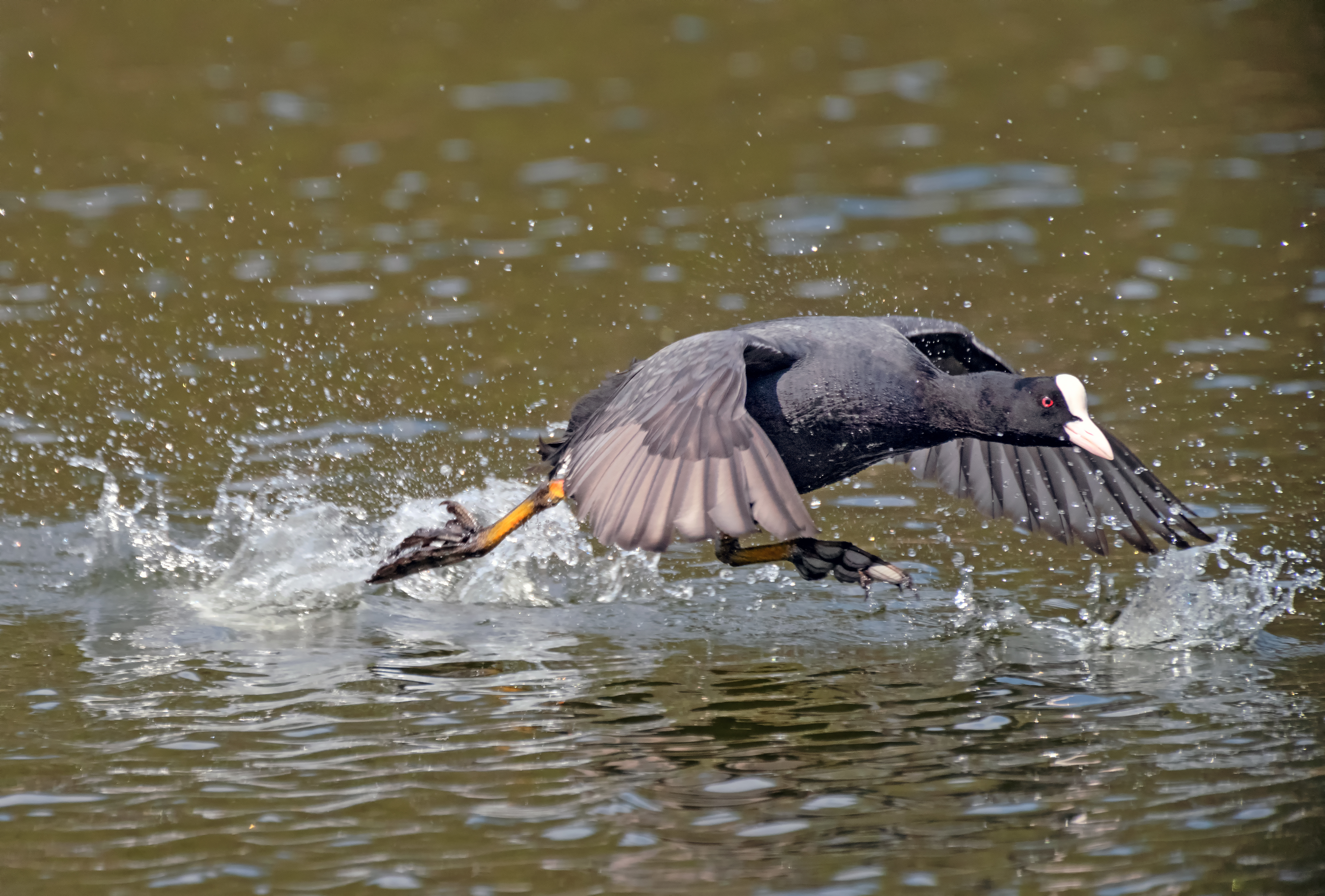
Лиска в погоні.Голосіїв 2019